# UPI

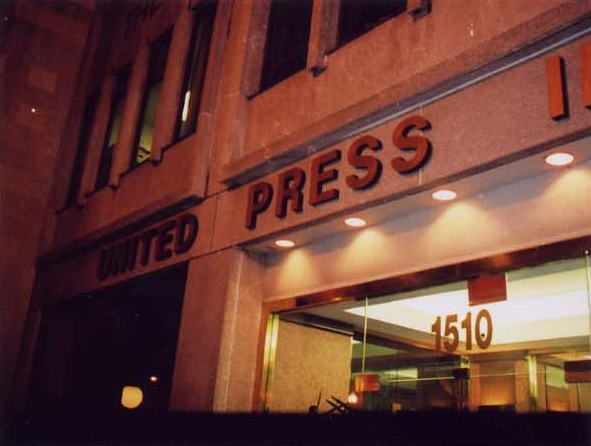

United Press International(UPI), 국제합동통신(國際合同通信)은 미국의 통신사이다. 20세기 후반까지 AP, AFP, 로이터와 함께 세계 4대 통신사로 불렸지만 현재는 그 규모가 크게 줄었다. 2000년 통일교에 인수되었다.

## 역사

### 탄생
1958년 United Press(UP)와 International News Service(INS) 두 통신사가 합병하여 UPI가 탄생했다.
UP는 1907년 신문 발행인 E.W. 스크립스가 설립했다. 당시 AP는 조합원들이 새 언론사가 가입하는 것을 거부할 수 있었는데, 스크립스는 이러한 AP의 독점적 지위에 도전하고자 했다. UP는 미국 국내에서 상대적으로 작은 규모와 예산으로 AP와 경쟁해야 했다. 해외에서는 중남미와 동아시아보도에 강점이 있었지만, 유럽 보도에는 취약했다. 이러한 한계 때문에 1차 대전에서 휴전 오보를 일으키기도 했다. 많은 직원들은 박봉을 받는 신참 기자들이었지만, UP는 높은 보도의 질을 유지했다. UP의 자린고비식 경영은 매년 본사가 지국에 "삭감!(Downhold!)"이라는 전보를 보냈다는 일화로도 유명하다.
INS는 윌리엄 랜돌프 허스트가 1904년 허스트 뉴스 서비스(Hearst News Service)라는 이름으로 설립했다. 1910년 해외 시장에 진출하면서 INS라고 사명을 바꿨다.  허스트의 지원에도 INS는 AP와 UP에 큰 격차로 밀려 3위에 불과했다. 이러한 격차 때문에 허스트는 자사 통신사를 매각해야 했다.

### 전성기
UPI가 탄생한 후 지분의 95%는 스크립스에, 나머지는 허스트가 차지했다. INS의 인원들은 대부분 해고되었다. 새 통신사는 AP, 로이터, AFP와 함께 세계 4대 통신사로 자리잡았다. 1980년대 초 4곳이 합쳐 전세계 신문들의 국제 뉴스의 90%, 매일 3400만 단어의 보도를 쏟아냈다. UPI는 AP와 함께 미국의 영향권인 중남미와 대한민국을 포함한 동아시아에 막대한 영향력을 행사했다.
여러 언론인들이 UPI에서 경력을 쌓았거나, 유명해졌다. 20세기 미국의 대표적인 아나운서인 월터 크롱카이트는 1940년대 UPI에서 북아프리카 전역과 소련 특파원으로 활동했다. 헬렌 토마스는 1974년 여성 최초로 백악관 특파원이 되어, 2000년까지 자리를 맡았다. 토마스는 긴 경력과 날카로운 질문으로 유명했고, 리처드 닉슨의 중국 방문 등 역사적인 사건들을 취재했다.

### 쇠퇴기
1970년대 말 UPI는 전세계에 5800개 이상의 신문, 방송, 통신사 고객들을 두고 있었지만 계속되는 적자에 시달렸다. 1960년대 부터 적자에 시달렸는데, 비영리인 AP와 달리 영리 기업인 UPI는 손실을 감당하기 어려워했다.
본사인 스크립스 컴퍼니의 수익으로도 UPI의 적자는 감당하기 힘들어지자, 1982년 UPI는 테네시주의 기업인들에 공개되지 않은 금액으로 매각되었다. 하지만 1982년과 1983년에도 2300만 달러의 적자를 보았고, AT&T에 통신비로 9백만 달러를 빚지고 있었다. 새 경영진은 해외 사업을 로이터에 매각하고, 스페인어 보도, 케이블방송 등 신사업에 진출하는 등 갖가지 노력을 했지만 소용이 없었다.
1990년대에만 3차례 수유주가 바뀌고, 2차례 파산 보호신청을 낸 끝에 2000년 통일교 소유의 뉴스 월드 커뮤니케이션이 인수됐다. 헬렌 토마스를 포함한 많은 직원들이 인수에 반대해 회사를 떠났다. 1999년 방송사 고객 명단을 AP에 매각한 것과 맞물려, UPI는 주요 언론사로의 지위를 잃어버렸다.